# Rambla de Albuñol
La rambla de Albuñol, también llamada rambla de La Rábita, es una rambla del sur de la península ibérica perteneciente a la cuenca mediterránea andaluza, que discurre en su totalidad por el territorio del sureste de la provincia de Granada (España). 

## Curso
Se trata de un curso de agua internmitente de carácter torrencial de algo más de 18 km de longitud. Nace en la vertiente sur de la sierra de la Contraviesa, en una cota relativamente baja, si bien, debido a la escasa distancia al mar, se caracteriza por pendientes muy pronunciadas y en consecuencia es muy destructivo en el casos de lluvias intensas.
Su mayor afluente es la Rambla de Aldáyar, también conocida como Rambla de Angosturas, y que posee similares características. Alberga la cueva de los Murciélagos, donde en el año 1831 se descubrió un enterramiento humano neolítico datado entre 4 y 5.000 años a. c. junto a restos de cerámica, cestos, vestimentas de esparto y una diadema de oro de las más antiguas encontradas en Iberia.

## Escorrentías
La rambla Albuñol se caracteriza por su potencial peligrosidad, especialmente entre a finales de la época estival e inicio del otoño, pues son relativamente habituales en la franja mediterránea peninsular las lluvias marcadas por su irregularidad, de tipo torrencial que dan origen a precipitaciones de corta duración pero de gran volumen, seguidas con alta probabilidad de unas escorrentías considerables. 
La complejidad de la orografía, al transcurrir la rambla por un terreno abrupto y escarpado, con un desnivel brusco en la superficie del terreno originan fuertes pendientes, siendo habituales e intensos los procesos erosivos. Es palpable el fenómeno de la desertificación que junto a estos fuertes procesos erosivos resultan en una progresiva pérdida del suelo. El desmonte de grandes superficies de terrenos para su aprovechamiento agrícola bajo invernadero contribuye a la degradación de suelo.

## Clima
El clima de la cuenca del Albuñol se caracteriza por la ausencia de precipitaciones y temperaturas medias suaves, favorecidas por su ubicación al abrigo de las sierras litorales. Se registra precipitaciones inferiores a los 250 mm que junto al elevado número de horas de sol y altas temperaturas y de la evaporación determinan la agravada aridez de la zona.